# الساحل (أربعاء الساحل)
الساحل هي إحدى مشيخات المملكة المغربية، تتبع جغرافيا لإقليم تيزنيت وإداريًا لأربعاء الساحل. يقدر عدد سكانها بـ 19706 نسمة حسب الإحصاء الرسمي للسكان والسكنى لسنة 2004.